# Viande de phoque

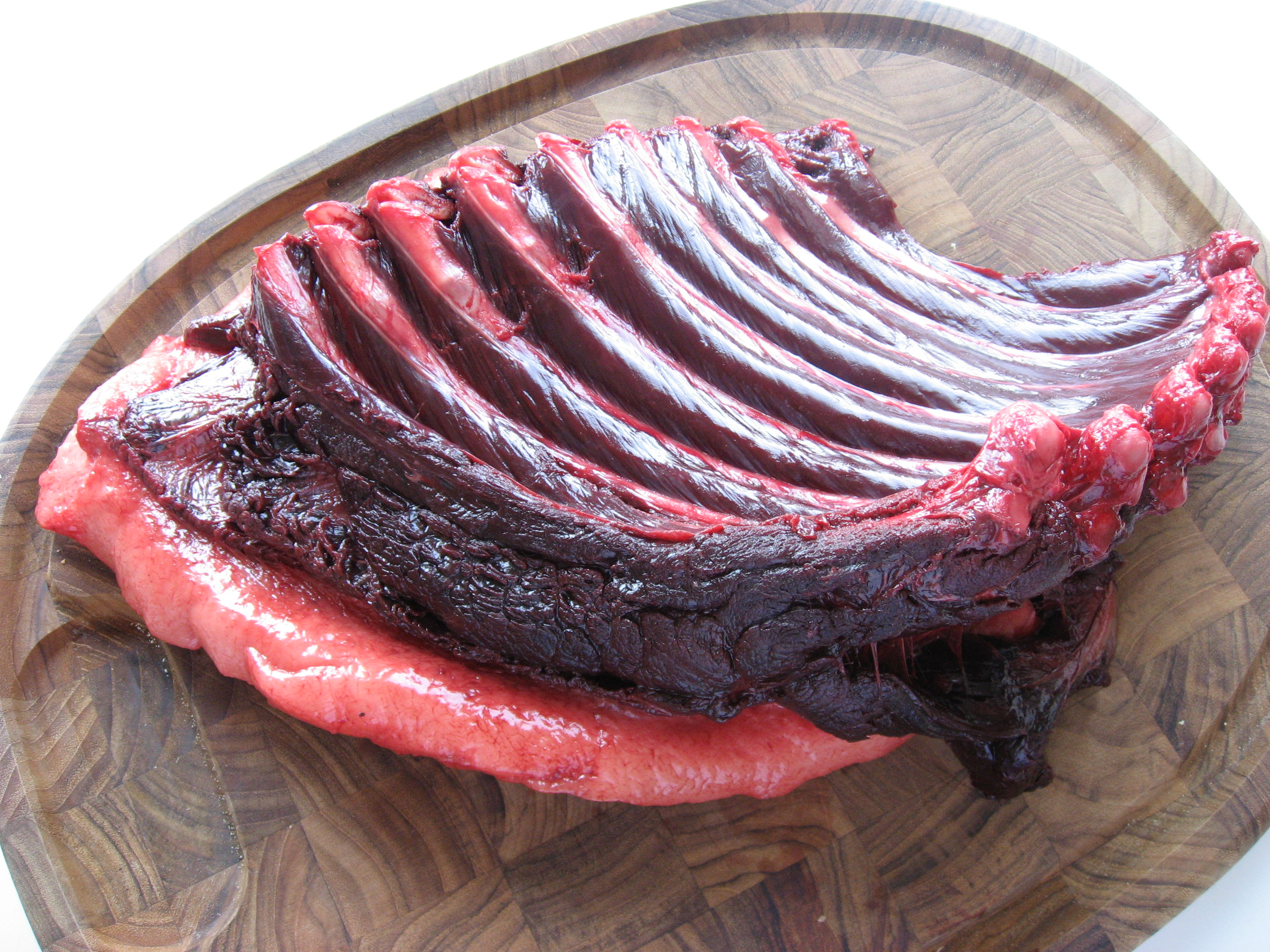
Viande de phoque du Groenland.

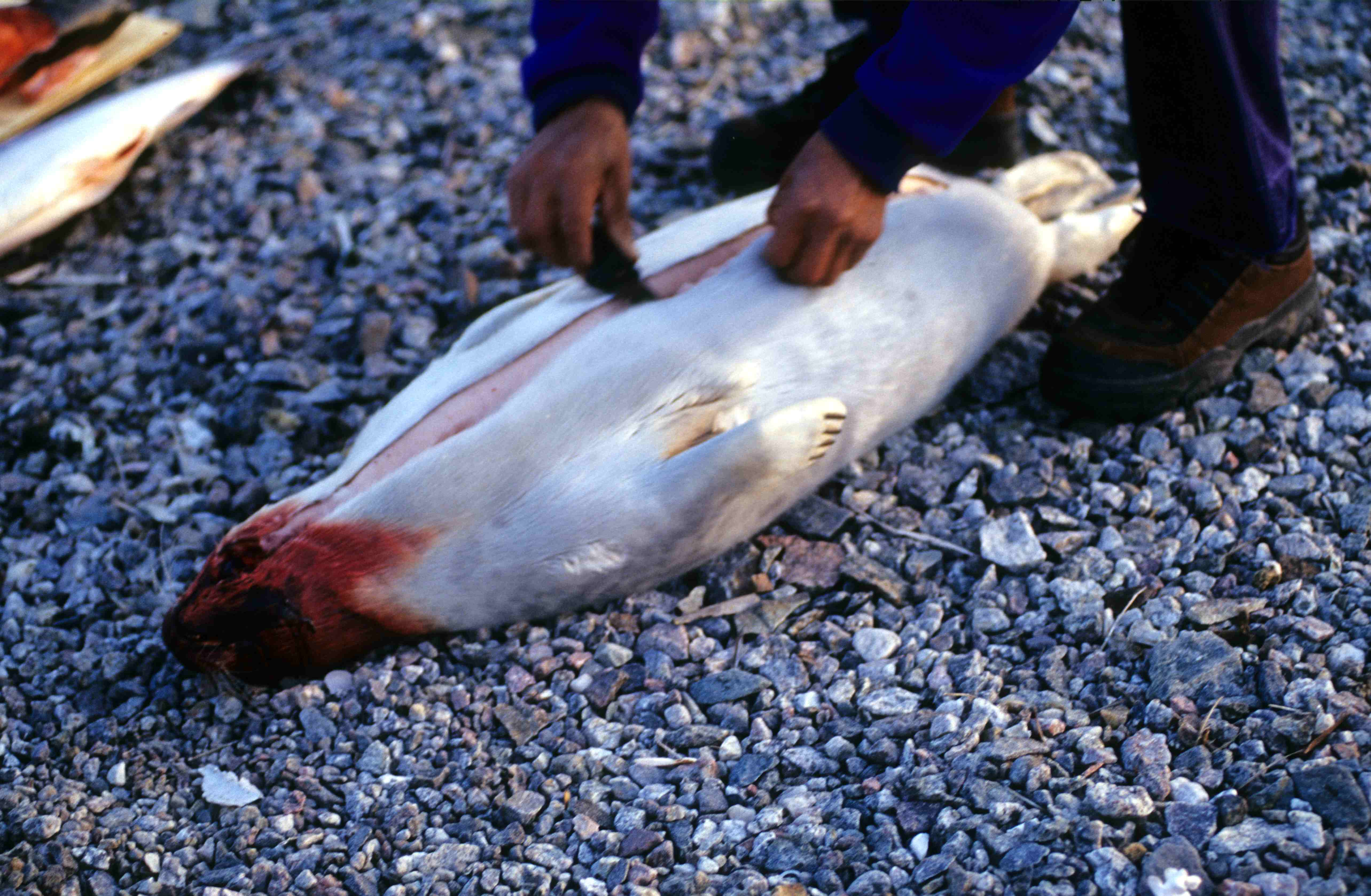
Découpe d'un phoque annelé.

La viande de phoque, dite aussi viande de loup-marin, est la chair, y compris le lard et les organes, des pinnipèdes utilisée comme aliment pour les Hommes ou les autres animaux.
Historiquement, cette viande est mangée dans de nombreuses parties du monde, en particulier au Japon, en Norvège, en Islande, aux îles Féroé ou encore chez les Inuits au Canada, au Groenland et en Sibérie.
Cette viande est préparée de nombreuses façons, mais elle est généralement séchée avant sa consommation.